# Hel (thần thoại)

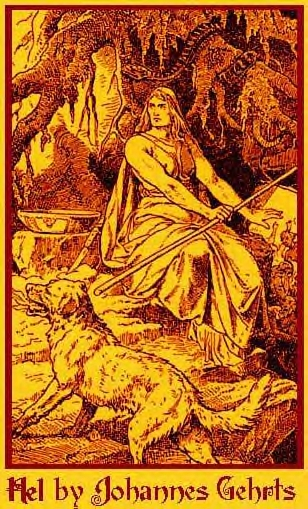
Một bức tranh miêu tả Hel cầm một cây gậy và có Garmr đứng bên cạnh, vẽ bởi Johannes Gehrts.

Hel (còn có tên Hela) là một nữ tử thần thuộc thần thoại Bắc Âu, người cai quản địa ngục Nifheim. Mặc dù cha cô - Loki là một vị thần Aesir nhưng cô không thuộc thị tộc thần thánh này.
Cung điện của cô có tên là Eljudnir.
Hela có nhiều điểm tương đồng với Địa Mẫu trong Thần Thoại Việt Nam.

## Miêu tả